# Katharine Isabelle
Katherine Isobel Murray (* 2. listopadu 1981 Vancouver, Britská Kolumbie) je kanadská herečka. Hrála v řadě amerických a kanadských seriálů a filmů, nejvíce se proslavila rolí Ginger v hororové trilogii Moje sestra vlkodlak, rolí Gibb ve filmu Freddy vs. Jason a hlavní rolí v hororu American Mary z roku 2012.

## Filmové role
- 1989 Příbuzní (Chloe Hardy)
- 1989 Dítě na zakázku (Birthday Girl Carrie)
- 1992 Tah jezdcem (Erica Sanderson)
- 1995 Prázdniny s losem (Jo)
- 1998 Podezřelé chování (Lindsay Clark)
- 2000 Strašidelná vila (Mona)
- 2000 Sněhová kalamita (Marla)
- 2000 Moje sestra vlkodlak (Ginger Fitzgerald)
- 2001 Josie a její kočičky (smějící se dívka)
- 2001 Bones (Tia Peet)
- 2002 Insomnie (Tanya Francke)
- 2004 Moje sestra vlkodlak 2 (Ginger Fitzgerald)
- 2004 Moje sestra vlkodlak 3 (Ginger Fitzgerald)
- 2006 Všechno jde do háje (Heather)
- 2008 A zase jedna Popelka (Bree)
- 2010 30 dní dlouhá noc: Doba temna (Stacey)
- 2010 Cesta do pekel (Kerry)
- 2012 American Mary (Mary Mason)
- 2013 13 Eerie (Megan)
- 2013 Cinemanovels (Charlotte)
- 2013 Torment (Sarah Morgan)
- 2014 Primary (Andrea Bialy)
- 2014 See No Evil 2 (Tamara)
- 2015 88 (Gwen)
- 2015 The Girl in the Photographs (Janet)
- 2016 Countdown (Julia Baker)
- 2016 A.R.C.H.I.E. (Brooke)
- 2018 Zlý časy v El Royale (Auntie Ruth Pugh)
- 2019 Where We Disappear (Lubov)
- 2021 The Green Sea (Simone)
- 2023 Its a Wonderful Knife (Gale Prescott)